# Cathy Moriarty

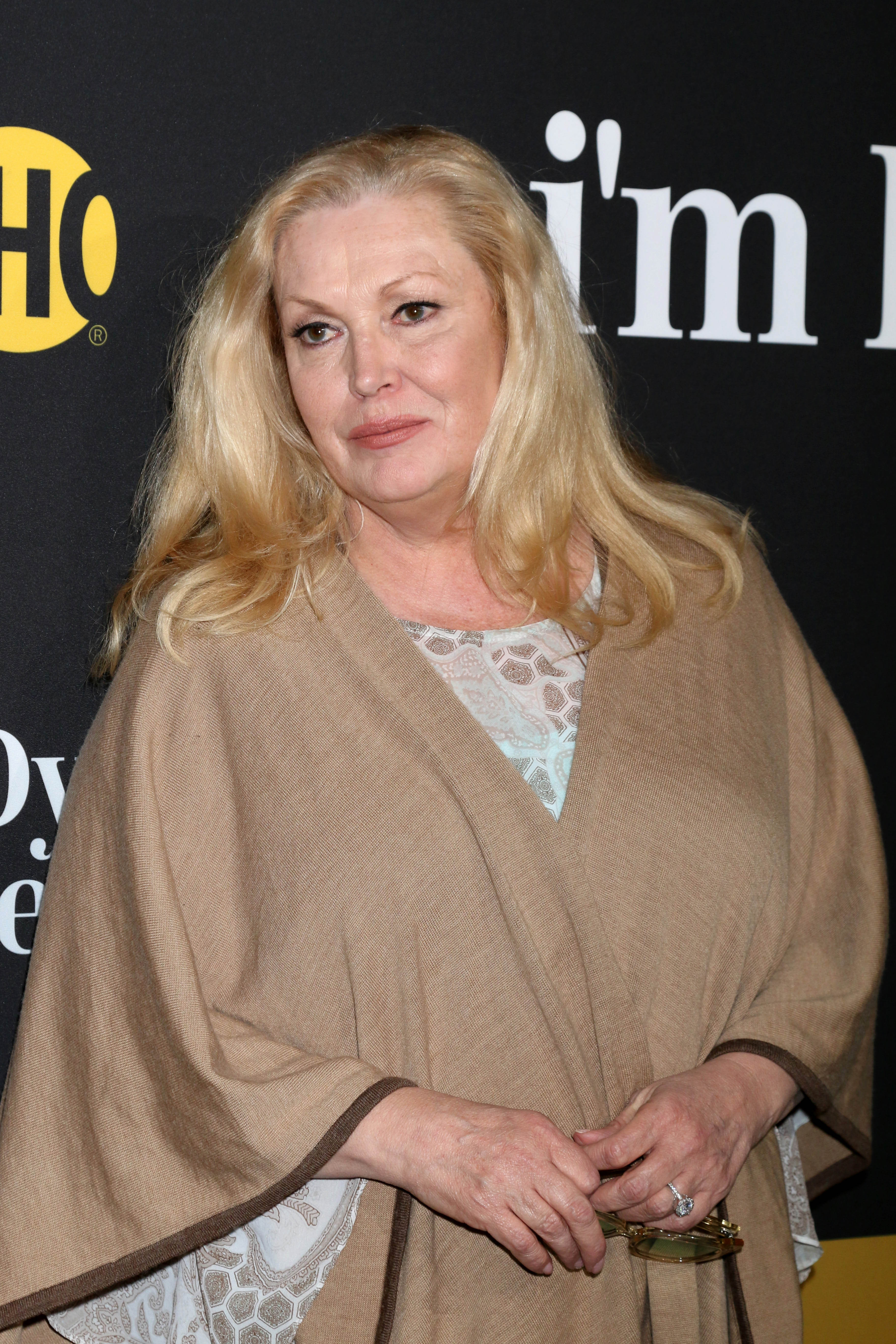
Cathy Moriarty, 2017

Cathy Moriarty (* 29. November 1960 in New York City) ist eine US-amerikanische Schauspielerin.

## Leben und Leistungen
Moriarty wuchs als Tochter irischer Einwanderer in Yonkers auf. Ende der 1970er-Jahre arbeitete sie als Kellnerin und Rezeptionistin, als sie einen Schönheitswettbewerb in einem New Yorker Nachtclub gewann und dort als Foto aufgehängt wurde. Der Schauspieler Joe Pesci sah das Foto und hielt sie für passend für eine Rolle in einem neuen Film, in dem er spielte. Nach dreimonatigen Proben erhielt sie die Rolle und debütierte an der Seite von Robert De Niro und Pesci in Martin Scorseses Filmdrama Wie ein wilder Stier (Raging Bull) aus dem Jahr 1980. In diesem spielte sie die Ehefrau des von De Niro dargestellten, gewalttätigen Boxers Jake LaMotta. Für ihre Darstellung wurde sie im Jahr 1981 für den Golden Globe Award als Beste Nebendarstellerin und als Beste Nachwuchsdarstellerin nominiert. Sie wurde außerdem 1981 für den Oscar als Beste Nebendarstellerin und 1982 für den BAFTA Award nominiert.
Nach diesem glanzvollen Filmdebüt für Moriarty erfolgte 1981 ein Auftritt neben John Belushi in der wenig erfolgreichen Komödie Die verrückten Nachbarn. Danach wurde es lange still um die blonde Schauspielerin: eine unglückliche Ehe, ihr auffälliger und bei Filmcastings nachteiliger Yonkers-Akzent und ein schwerer Autounfall, der sie fast eine Woche ins Koma brachte und eine lange Erholungsphase benötigte, sorgten für eine weitgehende Leinwandabstinenz in den 1980er-Jahren.
In den frühen 1990er-Jahren machte Moriarty ein kleines Comeback. Im Actionfilm Kindergarten Cop (1990) spielte Moriarty die Mutter eines der Kinder, um die sich der als Lehrer getarnte Polizist John Kimble (Arnold Schwarzenegger) kümmert. Gelobt wurden ihre divenhaft wirkenden Rollen in den Komödien Lieblingsfeinde – Eine Seifenoper (1991) und Matinée (1993). In der Komödie Vergiß Paris (1995) trat sie neben Billy Crystal und Debra Winger auf. Für die Hauptrolle im Thriller Red Team (1999) wurde sie 2001 für den DVD Exclusive Award nominiert. In der Komödie Reine Nervensache 2 (2002) spielte sie neben Robert De Niro, Billy Crystal und Lisa Kudrow eine der größeren Rollen. Im Fernsehen war Moriarty als Gastdarstellerin in mehreren der Law & Order-Serien zu sehen und hatte 2018 eine Nebenrolle in American Crime Story.
Moriarty ist seit dem Jahr 1999 mit Joseph Gentile verheiratet und hat drei Kinder.

## Filmografie (Auswahl)
- 1980: Wie ein wilder Stier (Raging Bull)
- 1981: Die verrückten Nachbarn (Neighbors)
- 1987: Das Auge des Killers (White of the Eye)
- 1990: Burndown
- 1990: Kindergarten Cop
- 1991: Lieblingsfeinde – Eine Seifenoper (Soapdish)
- 1992: Mambo Kings (The Mambo Kings)
- 1993: Matinée
- 1993: Die Abservierer (Another Stakeout)
- 1993: Mein Freund, der Entführer (Me and the Kid)
- 1994: Der Traum von Apollo XI (Pontiac Man)
- 1995: Vergiß Paris (Forget Paris)
- 1995: Casper
- 1995–1996: Bless This House (Fernsehserie, 16 Folgen)
- 1997: Cop Land
- 1998: Casper trifft Wendy (Casper Meets Wendy)
- 1998: Träume bis ans Ende der Welt (Digging to China)
- 1999: Red Team
- 1999: Verrückt in Alabama (Crazy in Alabama)
- 1999: Fünf Freunde in geheimer Mission (P.U.N.K.S.)
- 1999: Gloria
- 1999: Weil ich ein Mädchen bin (But I'm a Cheerleader)
- 2002: Reine Nervensache 2 (Analyze That)
- 2010: Der Kautions-Cop (The Bounty Hunter)
- 2013: Once Upon a Time in Brooklyn
- 2013: The Double
- 2014: A Cry from Within
- 2017: Patti Cake$
- 2018: American Crime Story (Fernsehserie, 2 Episoden)
- 2019: City on a Hill (Fernsehserie, 4 Folgen)
- 2020: Shooting Heroin
- 2021: Flinch
- 2021: Last Call